# Sonic Boom (Kiss)
| Recensione    | Giudizio |
| ------------- | -------- |
| AllMusic      |          |
| Rolling Stone |          |

Sonic Boom è il diciannovesimo album in studio del gruppo musicale statunitense Kiss, pubblicato nel 2009 dall'etichetta personale della band e distribuito, tramite la Loud & Proud, dalla Roadrunner.
L'album è stato distribuito il 2 ottobre in Italia, il 5 ottobre in Europa e il 6 ottobre in America (dove è stato distribuito in esclusiva dalla catena Walmart).
Il disco è stato registrato al Conway Recording Studios e prodotto da Paul Stanley e Greg Collins. 
È inoltre il primo lavoro inciso dal gruppo con la nuova formazione comprendente il batterista Eric Singer e il chitarrista Tommy Thayer.
L'album ha debuttato al secondo posto della Billboard 200, decretando la maggiore posizione in classifica raggiunta dai Kiss negli Stati Uniti, battendo il terzo posto ottenuto da Psycho Circus nel 1998.
Nella prima settimana di pubblicazione, ha venduto all'incirca 108 000 copie.
Alla fine dell'anno le vendite totali sono arrivate a 238 000 copie.

## Il disco
Primo lavoro dei Kiss contenente materiale inedito dopo undici anni, l'album è costituito da due dischi, con in aggiunta un DVD bonus. Il primo CD contiene le tracce del nuovo album, il secondo è invece una riedizione della compilation Jigoku-Retsuden (precedentemente pubblicata solo in Giappone) contenente i maggiori successi dei Kiss ri-registrati in studio. Inoltre sul sito ufficiale dei Kiss è stata per un breve periodo messa in vendita una versione Vinile Limited Edition di 1000 copie x colore con 5 tipi di copertine differenti (nero, blu, verde, viola, rosso) al costo di 60 euro a vinile indipendentemente dal colore.

## Tracce

### CD 1
1. Modern Day Delilah – 3:37 (Paul Stanley) – voce solista: Stanley
2. Russian Roulette – 4:32 (Stanley, Gene Simmons) – voce solista: Simmons
3. Never Enough – 3:26 (Stanley, Tommy Thayer) – voce solista: Stanley
4. Yes I Know (Nobody's Perfect) – 3:02 (Simmons) – voce solista: Simmons
5. Stand – 4:50 (Stanley, Simmons) – voci soliste: Stanley, Simmons
6. Hot and Cold – 3:36 (Simmons) – voce solista: Simmons
7. All for the Glory – 3:49 (Stanley, Simmons) – voce solista: Singer
8. Danger Us – 4:22 (Stanley) – voce solista: Stanley
9. I'm an Animal – 3:47 (Stanley, Simmons, Thayer) – voce solista: Simmons
10. When Lightning Strikes – 3:45 (Stanley, Thayer) – voce solista: Thayer
11. Say Yeah – 4:27 (Stanley) – voce solista: Stanley

### CD 2
Kiss Classics
1. Deuce – 3:08 (Simmons) – voce solista: Simmons
2. Detroit Rock City – 3:57 (Stanley, Bob Ezrin) – voce solista: Stanley
3. Shout It Out Loud – 2:54 (Stanley, Simmons, Ezrin) – voci soliste: Stanley, Simmons
4. Hotter than Hell – 3:10 (Stanley) – voce solista: Stanley
5. Calling Dr. Love – 3:26 (Simmons) – voce solista: Simmons
6. Love Gun – 3:14 (Stanley) – voce solista: Stanley
7. I Was Made for Lovin' You – 4:42 (Stanley, Vini Poncia, Desmond Child) – voce solista: Stanley
8. Heaven's on Fire – 3:24 (Stanley, Child) – voce solista: Stanley
9. Lick It Up – 3:56 (Stanley, Vinnie Vincent) – voce solista: Stanley
10. I Love It Loud – 4:09 (Simmons, Vincent) – voce solista: Simmons
11. Forever – 3:53 (Stanley, Michael Bolton) – voce solista: Stanley
12. Christine Sixteen – 2:59 (Simmons) – voce solista: Simmons
13. Do You Love Me? – 3:39 (Stanley, Ezrin, Kim Fowley) – voce solista: Stanley
14. Black Diamond – 4:20 (Stanley) – voce solista: Singer; intro: Stanley
15. Rock and Roll All Nite – 2:49 (Stanley, Simmons) – voce solista: Simmons

### DVD bonus
Registrato al River Plate Stadium di Buenos Aires, Argentina, il 5 aprile 2009
1. Deuce
2. Hotter than Hell
3. C'mon and Love Me
4. Watchin' You
5. 100.000 Years
6. Rock and Roll All Nite

## Formazione
- Paul Stanley – chitarra ritmica, voce
- Gene Simmons – basso, voce
- Tommy Thayer – chitarra solista, voce
- Eric Singer – batteria, voce

## Classifiche
| Classifica (2009)          | Posizione massima |
| -------------------------- | ----------------- |
| Australia                  | 22                |
| Austria                    | 6                 |
| Belgio (Fiandre)           | 40                |
| Belgio (Vallonia)          | 47                |
| Canada                     | 2                 |
| Danimarca                  | 24                |
| Europa                     | 5                 |
| Finlandia                  | 7                 |
| Francia                    | 31                |
| Germania                   | 4                 |
| Italia                     | 12                |
| Norvegia                   | 2                 |
| Paesi Bassi                | 13                |
| Regno Unito                | 24                |
| Regno Unito (rock & metal) | 3                 |
| Scozia                     | 23                |
| Spagna                     | 32                |
| Stati Uniti                | 2                 |
| Stati Uniti (independent)  | 1                 |
| Stati Uniti (rock)         | 1                 |
| Svezia                     | 3                 |
| Svizzera                   | 12                |
| Ungheria                   | 24                |